# Konsolidator
Konsolidator lub program konsolidujący, pop. „linker” (z ang.) – jeden z programów składowych kompilatora. Konsolidator w trakcie procesu konsolidacji łączy zadane pliki obiektowe i biblioteki statyczne tworząc w ten sposób plik wykonywalny. W systemach uniksowych jest to zazwyczaj program o nazwie ld. 